# Hydrellia rharbia
Hydrellia rharbia är en tvåvingeart som beskrevs av Vitte 1989. Hydrellia rharbia ingår i släktet Hydrellia och familjen vattenflugor.
Artens utbredningsområde är Marocko. Inga underarter finns listade i Catalogue of Life.